# Joseph Goebbels
Paul Joseph Goebbels (alemão: [ˈpaʊ̯l ˈjoːzɛf ˈɡœbl̩s] (escutarⓘ); Rheydt, 29 de outubro de 1897 – Berlim, 1 de maio de 1945) foi um político alemão, filologista e Ministro da Propaganda na Alemanha Nazista entre 1933 e 1945. Um associado e devoto apoiante de Adolf Hitler, ficou conhecido pela sua capacidade de oratória em público, seu profundo e fanático antissemitismo, e, sua crença na conspiração internacional judaica que o levou a apoiar o extermínio dos judeus no Holocausto.
Goebbels, que ambicionava ser escritor, obteve o grau de Doutor em Filologia pela Universidade de Heidelberg em 1922. Em 1924, aderiu ao Partido Nazista, onde trabalhou com Gregor Strasser na sua delegação do Norte. Em 1926, foi nomeado Gauleiter (líder distrital) por Berlim, onde começou a interessar-se pela utilização da propaganda para promover o partido e o seu programa. Após a chegada ao poder dos nazis em 1933, o Ministério da Propaganda de Goebbels rapidamente conseguiu o controle absoluto da imprensa, arte e informação na Alemanha. Era um particular adepto em usar o recente rádio e os filmes para fins de propaganda. Os temas centrais eram o antissemitismo, ataques ao bolchevismo e, após o início da Segunda Guerra Mundial, a tentativa de moldar a moral.
Em 1943, Goebbels começou a pressionar Hitler para que este introduzisse medidas que levassem a uma "guerra total", incluindo o encerramento de negócios não essenciais ao esforço de guerra, recrutamento de mulheres para a força de trabalho e o alargamento do recrutamento militar àqueles que, até ali, estavam isentos de tal serviço na Wehrmacht. Em 23 de julho de 1944, Hitler nomeou-o Plenipotenciário do Reich para a Guerra Total. Goebbels tomou várias medidas, malsucedidas, para aumentar o número de pessoas disponíveis para a produção de armamento e para a Wehrmacht.
À medida que a guerra se aproximava do fim e que a Alemanha Nazista se encontrava perante a derrota, Magda Goebbels e os seus filhos juntaram-se a ele em Berlim, indo para o Vorbunker, parte do complexo de bunkers de Hitler, em 22 de abril de 1945. Hitler suicidou-se em 30 de abril. De acordo com o seu testamento, Goebbels era o seu sucessor como Chanceler da Alemanha; este, apenas esteve um dia no seu novo cargo. No dia seguinte, Goebbels e a sua mulher suicidaram-se, depois de terem matado os seus seis filhos com cianeto.

## Primeiros anos

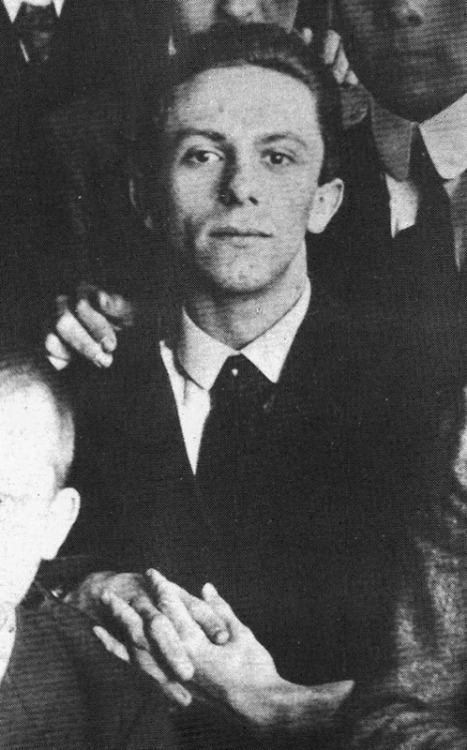
Goebbels em 1916

Paul Joseph Goebbels nasceu no dia 29 de outubro de 1897 numa casa na Odenkirchener Strasse em Rheydt, uma pequena cidade industrial a sul de Mönchengladbach perto de Düsseldorf. Os seus pais eram católicos e de poucos recursos. Seu pai Friedrich era empregado de uma fábrica; a sua mãe Katharina (nascida Odenhausen) era de origem holandesa. Goebbels tinha cinco irmãos: Konrad (1893–1947), Hans (1895–1949), Maria (1896–1896), Elisabeth (1901–1915) e Maria (1910–1949); esta última casou-se com o realizador alemão Max W. Kimmich em 1938. Em 1932, Goebbels publicou um panfleto com a árvore genealógica da sua família para rejeitar os boatos de que a sua avó tinha ascendência judaica.
Durante a sua infância, Goebbels sofreu de vários problemas de saúde como inflamação dos pulmões. Tinha o pé direito deformado, devido a uma deformidade congénita. Era mais fino e curto que o seu pé esquerdo. Goebbels passou por uma operação sem sucesso para o corrigir antes de entrar para a escola. Usou um aparelho metálico e um sapato especial por causa da sua perna mais curta, e coxeava ao andar. Durante a Primeira Guerra Mundial, foi rejeitado para o serviço militar devido à sua deformidade.
Goebbels recebeu educação cristã no Gymnasium, onde completou o seu Abitur (exame de entrada para a universidade) em 1917. Foi o melhor aluno da sua turma e foi-lhe concedida a honra tradicional de discursar na cerimónia de entrega dos diplomas. Os seus pais esperavam que ele se tornasse um padre católico, desejo este que Goebbels meditou seriamente. Estudou Literatura e História nas universidades de Bona, Würzburg, Freiburg e Munique, ajudado por uma bolsa da Sociedade Alberto Magno. Por esta altura, Goebbels tinha começado a afastar-se da igreja.
Os historiadores, como Richard J. Evans e Roger Manvell, especulam que a sua longa procura por mulheres pode ter origem na sua vontade de compensar as suas deformações físicas. Em Freiburg, conheceu e apaixonou-se por Anka Stalherm. Tal como Goebbels, ela foi estudar para Würzburg. Em 1921, ele escreveu uma novela autobiográfica, Michael, um trabalho com três partes, mas que apenas sobreviveram as Partes I e Partes III. Goebbels sentia que estava a escrever a sua "própria história". O conteúdo antissemita e acerca de um líder carismático, poderão ter sido acrescentados por Goebbels antes de o livro ser publicado em 1929 por Eher-Verlag, a editorial do Partido Nazi. Em 1920, a sua relação com Anka terminou, fato que fez Goebbels pensar em suicídio.
Na Universidade de Heidelberg, Goebbels escreveu a sua tese de doutoramento sobre Wilhelm von Schütz, um pequeno dramaturgo romântico do século XIX. Goebbels esperava ter tido o apoio de Friedrich Gundolf para a sua tese, um historiador literário importante na época. Aparentemente, Goebbels não se importava de Gundolf ser judeu. No entanto, Gundolf já não tinha funções pedagógicas, e assim apresentou a Goebbels o professor associado Max Freiherr von Waldberg. Waldberg também era judeu. Foi Waldberg quem recomendou a Goebbels a escrever a sua tese sobre Wilhelm von Schütz. Após apresentar a sua tese e a passar no exame oral, Goebbels recebeu o seu título de Doutor em 1921.
Goebbels regressa a casa e vai trabalhar como tutor particular. Consegue, também, um emprego como jornalista num jornal local. Os seus textos, por esta altura, começam a revelar o seu crescente antissemitismo e desagrado pela cultura moderna. No verão de 1922, conheceu e deu início a uma relação íntima com Else Janke, uma professora. Após ela revelar-lhe que era meio-judia, Goebbels declarou que o "encanto estava arruinado". Mesmo assim, ele continuou a vê-la, intermitentemente, até 1927.
Por vários anos, Goebbels continuou a tentar tornar-se um escritor com obras publicadas. Os seus diários, que começaram a ser escritos em 1923, continuando ao longo de toda a sua vida, forneceram uma fonte para o seu desejo de escrever. A falta de rendimento dos seus trabalhos literários (escreveu duas peças teatrais em 1923, nenhum dos quais vendeu) forçaram-no a trabalhar como pregoeiro na bolsa e como empregado bancário em Colónia, algo que ele detestava. Foi despedido do banco em agosto de 1923, e regressou a Rheydt. Durante este período, foi um ávido leitor de obras de Oswald Spengler, Fyodor Dostoyevsky e Houston Stewart Chamberlain, o escritor alemão de origem britânica cujo livro The Foundations of the Nineteenth Century (1899), foi um dos padrões para a extrema-direita na Alemanha. Também começou a estudar a "questão social", e leu as obras de Marx e Engels. De acordo com o biógrafo Peter Longerich, as entradas no diário de Goebbels de finais de 1923 até início de 1924, reflectem os sentimentos de um homem que estava isolado, preocupado com questões "religioso-filosóficas", e a falta de um rumo a seguir. O que escreveu no seu diário de meados de dezembro de 1923 em diante, mostram um Goebbels a dirigir-se para o movimento nacionalista völkisch.

## Ativismo nazista
Goebbels fez os primeiros contatos com Adolf Hitler e o Nazismo em 1924. Em fevereiro de 1924, o julgamento de Hitler por traição começou logo após a sua tentativa fracassada de tomar o poder em Munique, entre 8 e 9 de novembro de 1923 (este golpe falhado ficou conhecido como Putsch da Cervejaria). O julgamento atraiu muita imprensa e serviu de plataforma para a propaganda de Hitler. Este foi condenado a cinco anos de prisão, mas foi libertado em 20 de dezembro de 1924, após cumprir apenas um ano. Goebbels foi atraído para o NSDAP por causa do carisma e compromisso de Hitler com as suas crenças. Entrou para o partido por esta altura, tornando-se o membro número 8762. No final de 1924, Goebbels ofereceu os seus serviços a Karl Kaufmann, Gauleiter (líder distrital do Partido Nazi) do Distrito de Rhine-Ruhr. Kaufmann apresentou-o a Gregor Strasser, um importante líder nazi no norte da Alemanha, que o contratou para trabalhar no seu jornal semanal, e para efectuar trabalho administrativo para os escritórios regionais do partido. Para além destas funções, era o representante e o relações públicas para a Renânia-Vestfália. Os membros de Strasser da delegação do norte do partido, incluindo Goebbels, tinham uma visão mais socialista do que o grupo rival de Hitler em Munique. Strasser discordava de Hitler em muitos pontos da plataforma política do partido e, em novembro de 1926, começou a trabalhar numa revisão.

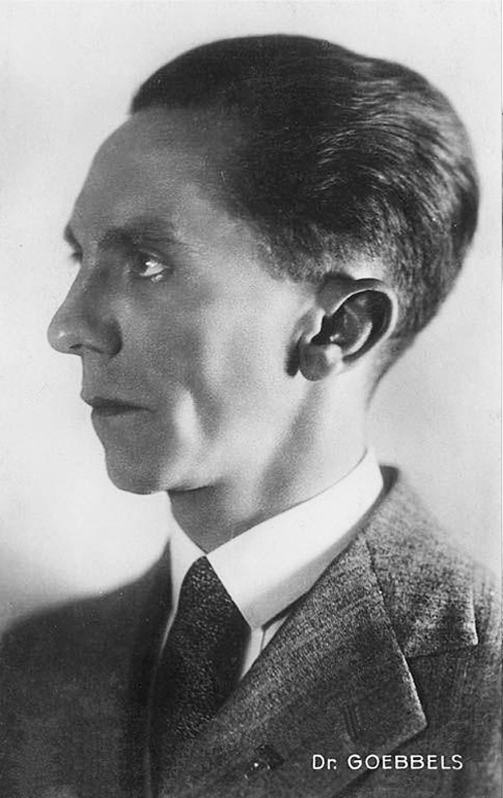
Goebbels

Hitler viu as acções de Strasser como uma ameaça à sua autoridade, e convocou 60 Gauleiters e líderes do partido, incluindo Goebbels, para uma conferência especial em Bamberg, no Gau de Streicher de Francónia, onde realizou um discurso de duas horas a repudiar o novo programa político de Strasser. Hitler opunha-se às tendências socialistas da ala norte, afirmando que isso significaria uma "bolchevização política da Alemanha". Acrescentou, ainda, que "não haveria príncipes, apenas alemães", e um sistema legal sem "... sistema de exploração judaico ... de pilhagem do nosso povo". O futuro seria assegurado pela aquisição de terra não através da expropriação de propriedades da antiga nobreza, mas pela colonização de territórios a leste. Goebbels ficou horrorizado pela caracterização feita por Hitler do socialismo como sendo "uma criação dos judeus", e pela sua garantia de que a propriedade privada não seria expropriada pelo governo nazi. "Já não acredito em Hitler. Isso é muito mau: o meu apoio pessoal foi destruído", escreveu no seu diário.
Esperando vencer a oposição, Hitler convocou reuniões em Munique com os três Grandes líderes do Gau de Ruhr, incluindo Goebbels. Este ficou impressionado quando Hitler enviou o seu próprio automóvel para os ir buscar à estação de comboios. Nessa noite, Hitler e Goebbels discursaram em ajuntamentos em cervejarias. No dia seguinte, Hitler propôs uma reconciliação aos três homens, encorajando-os a colocar de lado as suas diferenças. Hitler também transmitiu a Goebbels uma "nova visão" sobre a "questão social". Goebbels deixou-se entregar por completo, oferecendo a Hitler a sua total lealdade – uma promessa claramente sincera, e à qual se manteve fiel até ao fim da sua vida. "Eu adoro-o ... Ele pensou em tudo," escreveu Goebbels. "Tal mente brilhante pode ser o meu líder. Curvo-me perante ele, o gênio político". Mais tarde escreveria: "Adolf Hitler, admiro-te porque és, em simultâneo, grande e simples. Aquilo a que designamos por gênio". O resultado das reuniões em Bamberg e Munique foi o abandono do novo esboço do programa do partido de Strasser. O Programa Nacional-Socialista original de 1920 manteve-se inalterado, e a posição de Hitler como líder do partido foi significativamente fortalecido.

## Propagandista em Berlim
A convite de Hitler, Goebbels discursava em reuniões do partido em Munique, e no Congresso do Partido, que tinha lugar anualmente em Weimar em 1926. No congresso seguinte, Goebbels já fazia parte do seu planeamento. Ele e Hitler prepararam uma filmagem da reunião. Ao ser elogiado pelo seu trabalho nestes eventos, Goebbels aproximou-se ainda mais das ideias políticas de Hitler, e a sua admiração e idolatria por ele foram reforçadas.
Em agosto de 1926, Goebbels recebeu a posição de Gauleiter para a secção de Berlim. Viajou para aquela cidade em meados de setembro e um mês depois aceitou o novo cargo. Desta forma, o plano de Hitler para dividir e dissolver o grupo de Gauleiters da zona noroeste, do qual Goebbels tinha servido sob a liderança de Strasser, foi um sucesso. Hitler deu a Goebbels uma grande autoridade sobre a sua região, permitindo-lhe determinar o curso para a organização e a liderança para o Gau. Goebbels recebeu o controle da Sturmabteilung (SA) e Schutzstaffel (SS) locais, e apenas respondia a Hitler. Quando Goebbels chegou, o partido tinha cerca de mil membros, e ele ainda os reduziu para um núcleo dos 600 mais activos e promissores. Para aumentar a receita da sua área, instituiu taxas de associado, e começou a cobrar a admissão às reuniões do partido. Consciente do valor da publicidade (tanto negativa como positiva), ele provocava, de forma deliberada, rixas nas cervejarias e nas ruas, incluindo ataques ao Partido Comunista da Alemanha. Goebbels adaptou desenvolvimentos recentes na propaganda comercial à esfera política, incluindo o uso de slogans atrativos e mensagens subliminares. As suas novas ideias para o desenho de cartazes incluíam a utilização de letras de grande dimensão, tinta vermelha e cabeçalhos codificados que levavam o leitor a ler os textos legíveis para encontrar o seu significado.
Tal como Hitler, Goebbels praticava a sua postura oratória em público em frente a um espelho. As reuniões eram precedidas de marchas cerimoniais e cantos, e os locais de encontro estavam decorados com bandeiras e estandartes do partido. A sua entrada (quase sempre atrasada) estava marcada para provocar o maior impacto emocional. Habitualmente, preparava meticulosamente os seus discursos com antecedência, utilizando gestos e posturas coreografados, mas também era capaz de improvisar e adaptar a sua apresentação para criar uma boa empatia com a audiência.
A táctica de Goebbels de usar a provocação para chamar a atenção do NSDAP, em simultâneo com a violência nas reuniões e demonstrações públicas do partido, levaram a polícia de Berlim a expulsar o NSDAP da cidade em 5 de maio de 1927. Os incidentes violentos continuaram, incluindo o ataque pontual de judeus por jovens nazis nas ruas. Até outubro, Goebbels foi proibido de realizar discursos públicos. Durante este período, fundou o jornal Der Angriff (O Ataque) para servir de veículo de propaganda para a região de Berlim. Era um jornal com um estilo moderno e de tom agressivo. Para frustração de Goebbels, o número de exemplares vendidos inicialmente foi de apenas 2000. O conteúdo do jornal era extremamente anticomunista e antissemita. Um dos principais alvos era o chefe da polícia de Berlim Bernhard Weiss. Goebbels atribuiu-lhe o nome pejorativo de "Isidore" e submeteu-o a uma campanha difamatória na esperança de o provocar e assim o poder explorar. Goebbels continuou a tentar a sua sorte no mundo literário, com uma edição revista do seu livro Michael a ser, finalmente, publicada, e com uma produção mal-sucedida de duas das suas peças teatrais (Der Wanderer e Die Saat). Esta última foi a sua última tentativa de se tornar autor no mundo do teatro. Durante este período em Berlim, teve relacionamentos com várias mulheres, incluindo a sua anterior paixão Anka Stalherm, que agora estava casada e tinha uma criança pequena. Goebbels apaixonava-se facilmente, mas depressa se cansava e partia para uma nova relação. Preocupava-se com o fato de um relacionamento mais sério prejudicar a sua carreira.
A interdição sobre o NSDAP foi levantada no início de 1928, a tempo das eleições para o Reichstag, em 20 de maio. Os resultados foram fracos, com o NSDAP a perder perto de 100 mil votantes e a receber 2,6% dos votos. O resultado em Berlim foi ainda pior, onde apenas tiveram 1,4%. Goebbels foi um dos membros do NSDAP a ganhar a eleição para o Reichstag. A sua nova situação deu-lhe imunidade a uma longa lista de acusações, incluindo uma condenação a três semanas de prisão que tinha recebido em abril por insultar o chefe da polícia Weiss. O Reichstag alterou a legislação sobre a imunidade em fevereiro de 1931, e Goebbels foi forçado a pagar cinco multas por material difamatório que tinha escrito em seu jornal Der Angriff (O Ataque) no ano anterior.
No seu jornal Berliner Arbeiterzeitung (Jornal dos Trabalhadores Berlinenses), Gregor Strasser foi muito crítico do fracasso de Goebbels ao não conseguir atrair o voto urbano. No entanto, o partido como um todo teve boa aceitação nas áreas rurais, atraindo 18% dos votos em algumas regiões. Este resultado deveu-se, parcialmente, a Hitler depois deste ter afirmado publicamente, mesmo antes das eleições, que o Ponto 17 do programa do partido, o qual obrigava à expropriação de terras sem compensação, apenas se aplicava aos especuladores judeus e não a proprietários privados. Depois da eleição, o partido reforçou os seus esforços para atrair ainda mais votos no sector agrícola. Em maio, pouco depois das eleições, Hitler considerou nomear Goebbels para chefe da propaganda do partido, mas hesitou por temer que a retirada de Gregor Strasser do cargo poderia levar a uma divisão no partido. Goebbels considerava-se bem preparado para a posição, e começou a formular ideias sobre como a propaganda podia ser utilizada nas escolas e nos meios de comunicação.

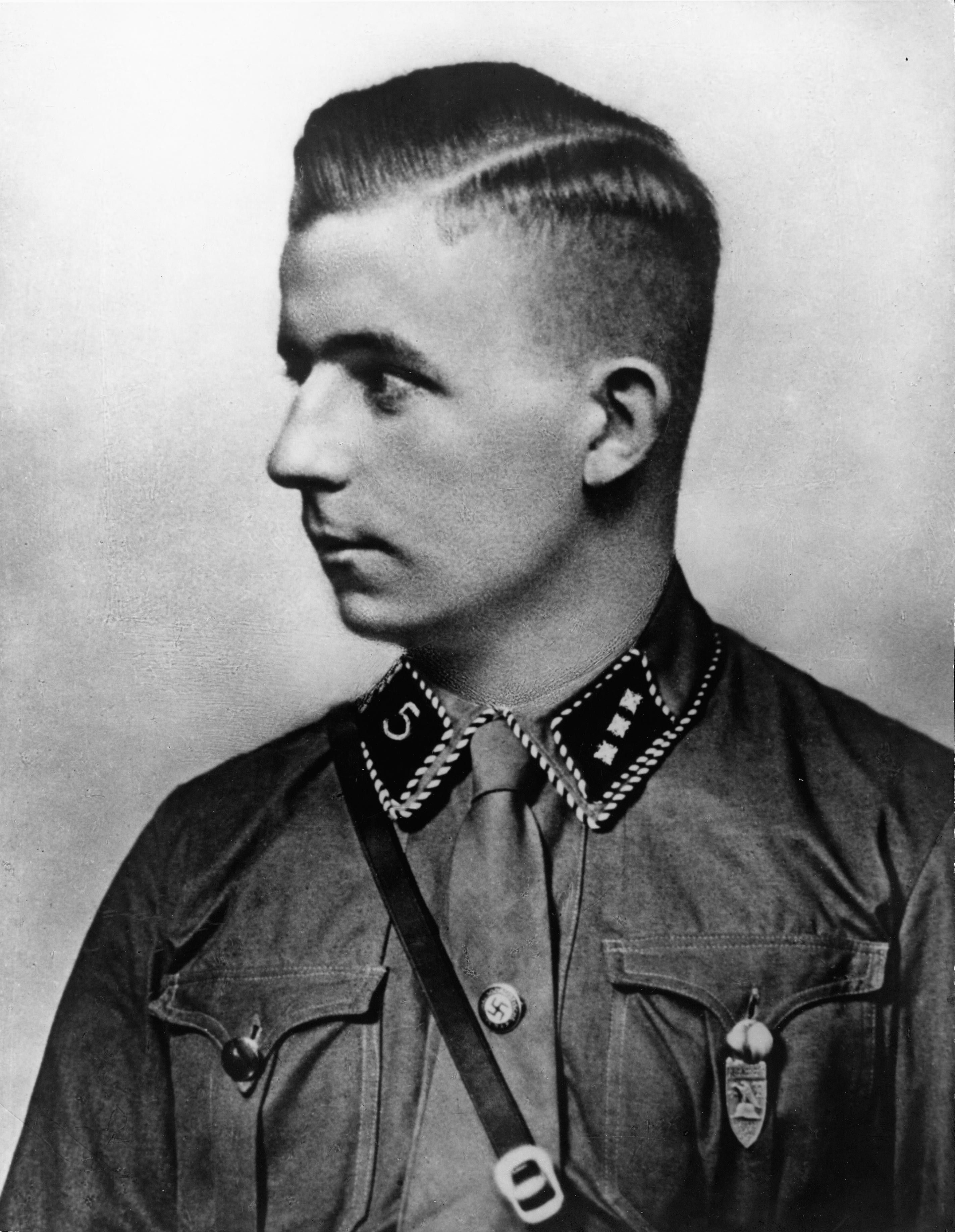
Goebbels usou a morte de Horst Wessel em 1930 como instrumento de propaganda contra os "comunistas sub-humanos".

Em 1930, a violência entre os nazis e os comunistas provocou a morte do líder local das SA, Horst Wessel, baleado por dois membros do Partido Comunista da Alemanha. Explorando a morte de Wessel, Goebbels transformou-o num mártir do movimento nazista. Alterou, oficialmente a marcha Die Fahne hoch (Içar a Bandeira), para Horst-Wessel-Lied, em homenagem ao líder das SA, e tornou-a o hino do NSDAP.
A Grande Depressão teve um profundo impacto na Alemanha, e por volta de 1930, o desemprego cresceu de forma dramática. Durante este período, os irmãos Strasser começaram a publicar um novo jornal diário em Berlim, o Nationaler Sozialist. Tal como outras publicações, transmitia a visão nazi dos irmãos, incluindo o nacionalismo, anticapitalismo, reforma social e antiocidentalismo. Goebbels queixou-se veementemente do jornal rival a Hitler, e admitiu que o sucesso deles estava a empurrar os seus jornais de Berlim à parede. No final de abril de 1930, Hitler anunciou publicamente de forma firme a sua oposição a Gregor Strasser, e designou Goebbels para o substituir como líder do Reich para a propaganda do NSDAP. Uma das primeiras ações de Goebbels foi abolir a edição da tarde do Nationaler Sozialist. Goebbels também recebeu o controle de outras publicações nazistas do país, como o Völkischer Beobachter (Observador do Povo). Ainda teve que esperar até 3 de julho para que Otto Strasser e os seus apoiantes anunciassem a sua saída do NSDAP. Momento a partir do qual Goebbels ficou livre da "crise" com os Strassers, e do próprio Otto Strasser, que perdeu todo o seu poder.
A rápida deterioração da economia levou ao pedido de demissão, em 27 de março de 1930, do governo de coligação que tinha sido eleito em 1928. Foi criado um novo gabinete e Paul von Hindenburg usou do seu poder como presidente para governar através de decretos de emergência. Hindenburg nomeou Heinrich Brüning para chanceler. Goebbels ficou com a responsabilidade da campanha nacional do NSDAP para as eleições do Reichstag marcadas para 14 de setembro de 1930. A campanha foi realizada a uma escala monumental, com milhares de reuniões e discursos por toda a região rural. Os discursos de Hitler concentraram-se nas culpas que a República de Weimar tinha sobre a economia do país, em particular a sua aceitação dos termos do Tratado de Versalhes, que exigia reparações de guerra, as quais se tinham mostrado devastadoras para a economia alemã. Ele propôs uma nova sociedade alemã baseada na raça e na unidade nacional. O sucesso resultante apanhou Hitler e Goebbels de surpresa: o partido recebeu 6,5 milhões de votos e 107 lugares no Reichstag, tornando-o no segundo maior partido no país.

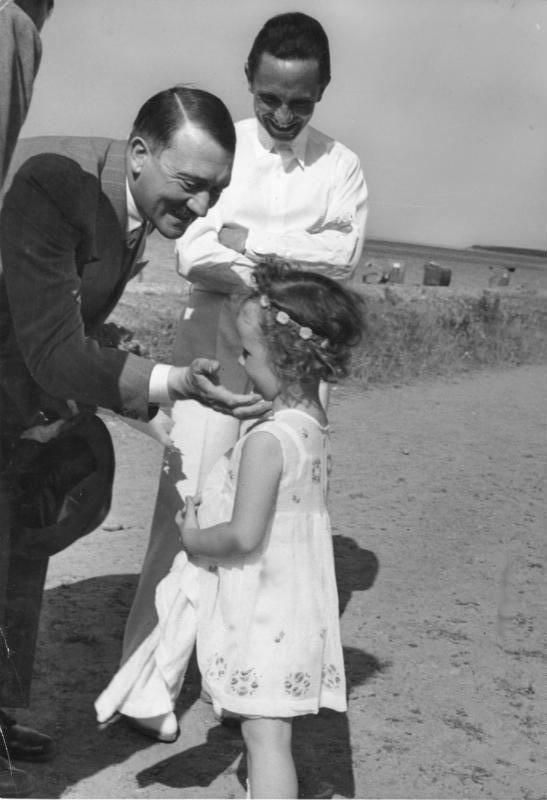
Goebbels e a sua filha Helga com Adolf Hitler

No final de 1930, Goebbels conheceu Magda Quandt, uma mulher divorciada que tinha aderido ao partido alguns meses antes. Magda trabalhava nos escritórios do partido em Berlim como voluntária, ajudando Goebbels a organizar os seus documentos privados. O apartamento que ela tinha em Reichkanzlerplatz tornou-se um ponto de encontro para Hitler e outros oficiais do NSDAP. Goebbels e Quandt se casaram em 19 de dezembro de 1931.
Nas duas eleições seguintes que tiveram lugar em 1932, Goebbels organizou campanhas em larga escala que incluíam marchas, paradas, discursos e Hitler a viajar por todo o país de avião com o slogan "o Führer sobre a Alemanha". Goebbels também discursou em vários locais durante estas eleições. Alguns dos seus discursos foram gravados em discos de gramofone e registados em panfletos. Também esteve envolvido na produção de uma pequena coleção de filmes mudos que eram exibidos em reuniões do partido, apesar de ainda não terem equipamento suficiente para utilizar este meio de forma mais abrangente.  Muitos dos cartazes das campanhas de Goebbels continham imagens violentas tal como um gigante meio-vestido a destruir oponentes políticos ou outra suposta oposição como a "Alta Finança Internacional". A sua propaganda caracterizava a oposição como "criminosos de novembro", "alicates judeus" ou ameaça comunista. O apoio ao partido continuou a aumentar, mas nenhuma destas eleições levou a um governo majoritário. Num esforço para estabilizar o país e melhorar as condições econômicas, Hindenburg nomeou Hitler chanceler do Reich em 30 de janeiro de 1933.

## Ministro da Propaganda
Para celebrar a nomeação de Hitler a chanceler, Goebbels organizou uma parada com tochas em Berlim, na noite de 30 de janeiro, com cerca de 60 mil homens, fardados com os uniformes das SA e das SS. O espetáculo foi coberto por transmissão de rádio, com comentários de um antigo membro do partido e futuro ministro da Aviação, Hermann Göring. Goebbels ficou desapontado por não lhe ter sido atribuído qualquer cargo no novo gabinete de Hitler. Bernhard Rust foi designado para ministro da Cultura, posto que Goebbels esperava receber. Tal como outros oficiais do NSDAP, Goebbels tinha de lidar com o estilo de Hitler de transmitir ordens contraditórias aos seus subordinados, ao mesmo tempo que os nomeava para posições onde os seus deveres e responsabilidades se sobrepunham. Desta forma, Hitler fomentava a desconfiança, a competição e a luta entre os seus subordinados para consolidar e maximizar o seu próprio poder. Em 27 de fevereiro de 1933, o NSDAP tirou vantagem do incêndio do Reichstag, com Hindenburg a autorizar o Decreto do Incêndio do Reichstag no dia seguinte ao pedido de Hitler. Esta foi a primeira legislação que acabariam por destruir a democracia na Alemanha, e estabelecer uma ditadura totalitária — encabeçada por Hitler — em seu lugar. Em 5 de março, teve lugar mais uma eleição para o Reichstag, a última antes da Segunda Guerra Mundial. Ao mesmo tempo que o NSDAP aumentava o seu número de lugares e porcentagem de votos, ainda assim o objetivo da liderança do partido não tinha sido alcançado. Goebbels acabaria por ser convidado por Hitler para o seu gabinete, tornando-se oficialmente o responsável pelo recém-criado Ministério do Reich para a Educação Pública e Propaganda em 14 de março.

Queima de livros pelos Nazis, 10 de maio de 1933

O papel do novo ministro, que escolheu para seus escritórios o Ordenspalais, um edifício do século XVIII, na Chancelaria do Reich, era centralizar o controle pelo Partido sobre todos os aspectos da cultura alemã e vida intelectual. Goebbels tinha esperança em aumentar apoio popular ao Partido dos 37% obtidos em 25 de março de1933 para os 100%. Outro objetivo, era transmitir às outras nações a impressão de que o NSDAP tinha o total e entusiástico apoio da população alemã. Uma das primeiras implementações de Goebbels foi o Dia de Day de Potsdam, a passagem cerimonial de poder de Hindenburg para Hitler, em Potsdam a 21 de março. Ele próprio redigiu o texto do decreto de Hitler autorizando o boicote nazista dos negócios judeus, que teve lugar em 1 de abril. Mais tarde, nesse mesmo mês, Goebbels viajou até Rheydt, onde teve uma recepção triunfal. A população da cidade reuniu-se ao longo da rua principal, que tinha mudado a sua designação para o seu nome. No dia seguinte, Goebbels foi declarado um herói local.
Goebbels converteu o feriado do 1.º de maio de uma celebração dos direitos dos trabalhadores (visto desta forma em particular pelos comunistas) para um dia de celebração do NSDAP. No lugar das celebrações dos trabalhadores, ele organizou uma enorme reunião do partido em Tempelhof Field, Berlim. Um dia depois, todas as sedes dos sindicatos de trabalhadores no país foram encerradas pelas SA e SS à força, sendo criada, em seu lugar, a Deutsche Arbeitsfront (Frente Alemã para o Trabalho). "Nós somos os mestres da Alemanha", escreveu Goebbels no seu diário em 3 de maio. Menos de duas semanas depois, proferiu um discurso na queima de livros pelos nazistas em 10 de maio.
Entretanto, o NSDAP começou a elaborar leis para marginalizar os judeus e retirá-los da sociedade alemã. A Lei para a Restauração do Serviço Público Profissional, de 7 de abril de 1933, forçou todos os não-arianos a retirarem-se das profissões jurídicas e do serviço público. Legislação semelhante rapidamente retirou o direito dos judeus de exercer outras profissões. Os primeiros campos de concentração (inicialmente com a função de acolher dissidentes políticos) foram construídos pouco depois de Hitler chegar ao poder. Num processo denominado por Gleichschaltung (coordenação), o NSDAP tomou para si o controle de todos os aspectos da vida. Todas as organizações civis, incluindo os grupos agrícolas, organizações de voluntários e clubes desportivos, viram os seus cargos de liderança serem substituídos por simpatizantes ou membros do partido. Em junho de 1933, as únicas organizações que não estavam sob o controle do NSDAP eram o exército e as igrejas. Numa jogada para manipular a classe média e formatar a opinião popular, o regime emitiu, em 4 de outubro de 1933, a Schriftleitergesetz (Lei do Editor), que se tornou o marco do controle pelo Partido da imprensa popular. Elaborada, em parte, seguindo o sistema italiano de Benito Mussolini, a lei definia como Schriftleiter alguém que escrevesse, editasse ou selecionasse textos e/ou ilustrações para publicação em série. As pessoas selecionadas para esta posição eram escolhidas pela sua experiência, educação e critério racial. A lei requeria que os jornalistas "orientassem o seu trabalho tendo o Nacional-Socialismo como filosofia de vida e como conceito de governo".
No final de junho de 1934, oficiais de topo da SA e oponentes ao regime, incluindo Gregor Strasser, foram presos e assassinados em um expurgo mais tarde chamado de Noite das Facas Longas. Goebbels estava presente na detenção do líder da SA Ernst Röhm em Munique. No dia 2 de agosto de 1934, o Presidente Von Hindenburg morreu. Numa transmissão via rádio, Goebbels anunciou que os cargos de presidente e chanceler tinham sido unificados e que Hitler passou a ser designado por Führer und Reichskanzler (líder e chanceler).

### Funções do Ministério

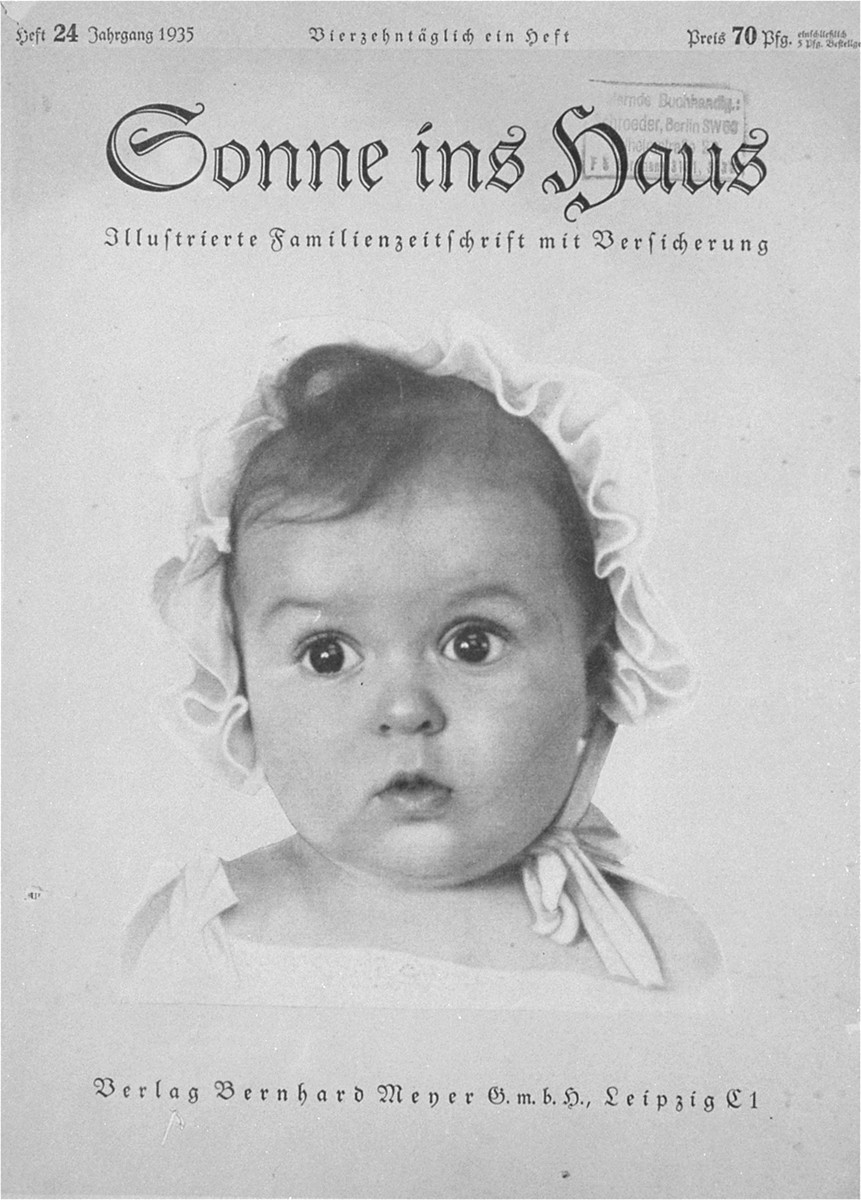
Hessy Levinsons Taft, uma bebé judia selecionada pessoalmente por Goebbels, que não tinha conhecimento da sua ascendência, para representar o "bebé ariano ideal" na propaganda nazi

O Ministério da Propaganda estava organizado em sete departamentos: administração e jurídico; comícios em massa, saúde pública, juventude e raça; rádio; imprensa nacional e estrangeira; filmes e respectiva censura; arte, música e teatro; e proteção contra a contrapropaganda, tanto nacional como estrangeira. O estilo de liderança de Goebbels era imprevisível e tempestuosa. Ele podia, de um momento para o outro, mudar de direção e dar razão a um seu funcionário em detrimento de outro; era um chefe difícil e gostava de repreender o seu pessoal em público. No entanto, Goebbels era bem-sucedido no que fazia; a revista Life escreveu em 1938 que "pessoalmente, ele não gosta de ninguém, ninguém gosta dele, e gere o mais eficiente departamento nazi".
A Câmara de Filmes do Reich, à qual todos os membros da indústria cinematográfica tinham de aderir, foi criada em junho de 1933. Goebbels promovia a produção de filmes de ideologia nazi, e aqueles que incluíssem mensagens subliminares ou ostensivas de propaganda. Sob os auspícios da Reichskulturkammer (Câmara da Cultura do Reich), criada em setembro, Goebbels acrescentou sub-câmaras para as áreas da radiodifusão, belas-artes, literatura, música, imprensa e teatro. Tal como na indústria cinematográfica, quem quisesse seguir uma carreira nestas áreas tinha de ser membro de uma daquelas câmaras. Assim, alguém cujas ideias fossem contrárias ao regime podiam ser excluídas de trabalhar do campo da sua escolha e, deste modo, silenciadas. Mais, os jornalistas (agora considerados empregados do estado) tinham de apresentar provas da sua ascendência ariana até ao ano de 1800, e, se fossem casados, também o mesmo se exigia ao seu cônjuge. Qualquer membro de uma câmara só podia sair do país com a permissão da mesma. Foi criada uma comissão de censura a livros, e os trabalhos não podia ser republicados a não ser que fizessem parte de uma lista de obras aprovados. Regulamento semelhante aplicava-se a outras artes e entretenimentos; até atuações em cabarés eram sujeitas à censura. Muitos artistas e intelectuais alemães saíram da Alemanha antes da guerra, por não concordarem com estas restrições.
Goebbels estava particularmente interessado em controlar o rádio, um meio de comunicação ainda recente naquela época. Alvo de alguns protestos de estados individuais como a Prússia, tendo à cabeça Göring), Goebbels conseguiu obter o controle das estações de rádio em toda a nação, e colocou-os sob a Reichs-Rundfunk-Gesellschaft (Corporação Nacional Alemã de Radiodifusão) em julho de 1934. Os fabricantes de rádios receberam instruções de Goebbels para produzir aparelhos domésticos a baixo custo chamados de Volksempfänger (receptor do povo) e, em 1938, perto de 10 milhões de aparelhos tinham sido vendidos. Nas áreas públicas, fábricas e escolas, eram colocados alto falantes para que as transmissões mais importantes do partido pudessem ser ouvidas em tempo real por quase todos os alemães. Em 2 de setembro de 1939 (o dia seguinte ao início da guerra), Goebbels e o Conselho de Ministros estabeleceram ser ilegal ouvir estações de rádio estrangeiras. Divulgar notícias de transmissoras estrangeiras podia resultar em pena de morte. Albert Speer, o arquiteto de Hitler e, posteriormente, Ministro do Armamento e Material de Guerra, afirmou, mais tarde, que o regime "utilizou todos os meios técnicos para dominar todo o seu próprio território. Através de equipamento técnico como os rádios e alto falantes, 80 milhões de pessoas foram privadas do seu próprio e independente pensamento".
Um dos principais focos da propaganda era a própria figura de Hitler, o qual era mostrado como um herói e líder infalível, e que se tornaria objeto de um culto de personalidade. Grande parte era espontânea, mas alguma era planeada e encenada por Goebbels. A adulação a Hitler foi o centro da atenção no Comício de Nuremberg em 1934, onde todos os seus movimentos foram cuidadosamente coreografados. O comício foi o tema do filme O Triunfo da Vontade, um de muitos filmes de propaganda nazi realizados por Leni Riefenstahl. Recebeu a Medalha de Ouro do Festival de Veneza em 1935. No congresso do partido nazi de 1935 em Nuremberg, Goebbels declarou que o "Bolchevismo é a declaração de guerra dos judeus sub-humanos internacionais contra a própria cultura".
Goebbels esteve envolvido no planejamento dos Jogos Olímpicos de Verão de 1936, em Berlim. Foi por volta desta altura que ele conheceu, e começou uma relação, com a atriz Lída Baarová, que durou até 1938. Em 1937, um importante projeto organizado por Goebbels foi a Exibição de Arte Degenerada, que teve lugar em Munique entre julho e novembro. A exposição foi bastante popular, atraindo mais de dois milhões de visitantes. No ano seguinte, teve lugar um evento semelhante mas sobre música. No entanto, Goebbels estava frustrado com a falta de qualidade da arte, filmes e literatura do Nacional-Socialismo.

### Conflitos com a igreja
Em 1933, Hitler assinou a Reichskonkordat (Concordata do Reich), um tratado com o Vaticano que exigia que o regime nazi honrasse a independência das instituições católicas e proibia o clero de se envolver na política. No entanto, o regime continuou a atacar as igrejas Cristãs e a tentar diminuir a sua influência. Ao longo dos anos 1935 e 1936, centenas de padres, freiras e líderes leigos foram presos, muitas vezes com acusações forjadas de contrabando de moeda e crimes sexuais. Goebbels publicou amplamente os julgamentos nas suas campanhas de propaganda, mostrando os casos da pior forma possível. As reuniões públicas estavam sujeitas a restrições, e as publicações católicas passavam pela censura. As escolas católicas tiveram ordens para reduzir a instrução religiosa e os crucifixos foram retirados dos edifícios do Estado. Hitler por vezes ficava indeciso sobre se a Kirchenkampf (luta com a igreja) devia ser uma prioridade, mas os seus frequentes comentários exaltados sobre o assunto eram suficientes para convencer Goebbels a intensificar os seus esforços sobre o assunto na primeira metade de 1937. Em Fevereiro de 1937 declarou que queria "liquidar" a igreja protestante.
Em resposta à perseguição, o Papa Pio XI introduziu, discretamente, a Encíclica "Mit brennender Sorge" ("Com Extrema Preocupação") na Alemanha para o Domingo de Páscoa de 1937, que foi lida em todos os púlpitos. A Encíclica denunciava a hostilidade sistemática do regime em relação à igreja. Em resposta, Goebbels reforçou a luta e a propaganda contra os católicos. O seu discurso de 28 de maio em Berlim perante 20 000 membros do partido, que também foi difundido por rádio, caracterizava a igreja Católica como moralmente corrupta. O resultado da campanha de propaganda levou a uma diminuição acentuada nas matrículas nas escolas confessionais e, em 1939, todas as escolas fecharam ou foram convertidas em instalações públicas. Os assédios e as ameaças de prisão levaram o clero a ser mais cauteloso nas suas críticas ao regime. Em parte devido a preocupações com a política externa, Hitler deu ordem para voltar atrás na luta contra a igreja no final de julho de 1937.

## Goebbels em guerra
Em fevereiro de 1933, Hitler anunciou que o rearmamento devia ser retomado, apesar de clandestinamente de início, pois ao fazê-lo estava a violar o Tratado de Versalhes. Um ano mais tarde, transmitiu aos seus chefes militares que o ano de 1942 era a data a partir da qual se iniciaria a guerra ao leste. Goebbels era um dos apoiantes mais entusiastas do plano de Hitler de dar início às políticas expansionistas o mais cedo possível. Na altura da reocupação da Renânia em 1936, Goebbels resumiu a sua posição no seu diário: "Agora está na hora para a ação. A sorte protege os audazes! Aquele que não arrisca nada ganha". Durante a crise dos Sudetas em 1938, Goebbels aproveitou a ocasião para utilizar a propaganda para obter a simpatia dos alemães de etnia sudeta enquanto realizava campanhas contra o governo checo. No entanto, consciente do crescente "pânico de guerra" na Alemanha, Goebbels resolveu, em julho, diminuir o nível de propaganda na imprensa. Depois das forças ocidentais terem acedido às exigências de Hitler sobre a Checoslováquia em 1938, Goebbels depressa redirecionou o seu aparelho de propaganda contra a Polónia. A partir de maio em diante, ele construiu uma campanha contra este país, elaborando histórias sobre atrocidades contra alemães étnicos em Danzig e outras cidades. Mesmo assim, Goebbels não conseguiu convencer a maioria dos alemães para uma perspectiva futura de guerra. Intimamente tinha dúvidas sobre a decisão de começar uma guerra prolongada contra o Reino Unido e a França ao atacar a Polônia.
Depois da Invasão da Polônia em 1939, Goebbels utilizou o seu ministério e as câmaras do Reich para controlar o acesso à informação ao nível interno. Para sua frustração, o seu rival Joachim von Ribbentrop, ministro dos Negócios Estrangeiros, desafiava constantemente a jurisdição de Goebbels sobre a disseminação de propaganda internacional. Hitler recusava qualquer decisão sobre o conflito entre os dois homens, o que os manteve como rivais até ao final da era nazi. Goebbels não participou no processo de decisões militares, nem sequer era tido em conta nas negociações diplomáticas, só tendo informação sobre elas depois de já consumadas.

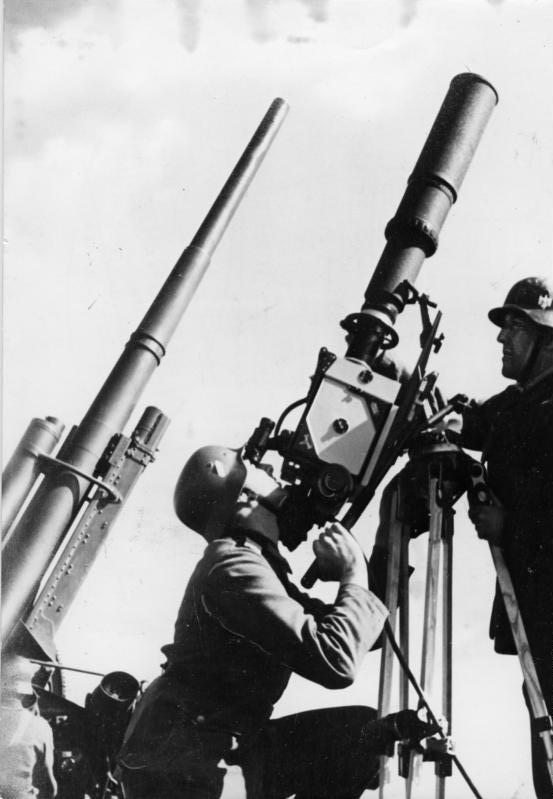
Produção de atualidades cinematográficas nas linhas da frente, janeiro de 1941

O Ministério da Propaganda assumiu o controle das instalações de radiodifusão dos países conquistados após a sua rendição, e começou a emitir material previamente preparado com o apoio de anunciantes já existentes, para assim ganhar a confiança dos cidadãos. Muitos aspectos dos meios de comunicação, tanto ao nível interno como dos países conquistados, eram controlados por Goebbels e o seu ministério. O Serviço Interno Alemão, o Programa das Forças Armadas e o Serviço Europeu Alemão, eram rigorosamente controlados em tudo o que dizia respeito à informação que eram permitidos transmitir até à música que passavam. Os comícios do partido, discursos e demonstrações continuaram; os discursos eram transmitidos pela rádio e os pequenos filmes de propaganda eram exibidos utilizando 1 500 carrinhas móveis. À medida que a guerra foi avançando, Hitler começou a fazer menos aparências públicas, e Goebbels passou a ser a voz do regime nazi para o povo alemão. A partir de maio de 1940, Goebbels passou a escrever editoriais que eram publicados no Das Reich, e mais tarde lidos no rádio. Goebbels percebeu que o seu meio mais eficaz de propaganda era o filme logo a seguir ao rádio. Por insistência sua, metade dos filmes produzidos durante a guerra eram de propaganda (em particular, sobre antissemitismo) e sobre propaganda de guerra (conquistas da Wehrmacht e versões de guerras históricas).
Goebbels ficou preocupado com o moral e o esforço das forças na frente de guerra. Ele achava que quanto mais os cidadãos alemães estivessem envolvidos no esforço de guerra, melhor seria o seu moral. Por exemplo, Goebbels deu início a um programa para a recolha de vestuário de Inverno e equipamento de esqui para a tropas na frente oriental. Ao mesmo tempo, implementou mudanças para para ter mais "conteúdo de entretenimento" na rádio e filmes produzidos para o público decretando, no final de 1942, que vinte por cento dos filmes seriam sobre propaganda e oitenta por cento de entretenimento ligeiro. Como Gauleiter de Berlim, Goebbels teve de lidar com a diminuição de necessidades básicas como comida e roupa, tal como a necessidade de racionar a cerveja e o tabaco, que eram importantes para o moral. Hitler sugeriu aumentar a percentagem de água na cerveja e diminuir a qualidade dos cigarros para que mais fosse produzido, mas Goebbels recusou, argumentando que os cigarros já eram de tal baixa qualidade que era impossível baixar ainda mais. Através das suas campanhas de propaganda, tentou manter os mesmo níveis de moral entre o público acerca da situação militar, nem demasiado optimista nem muito austero. A série de revezes militares que os alemães sofreram neste período – o bombardeamento de Colónia pelos Aliados (maio de 1942), vitória Aliada na Segunda Batalha de El Alamein (novembro de 1942), e, em especial, a derrota catastrófica na Batalha de Estalingrado (fevereiro de 1943) – eram assuntos difíceis de transmitir ao público alemão, que ia tendo cada vez mais consciência sobre a guerra e do rumo desastroso para o qual se dirigia. Em 15 de janeiro de 1943, Hitler nomeou Goebbels para a recém-criada Comissão para os Raides Aéreos, o que significava que Goebbels era o responsável pela defesa aéreas civis e pelos abrigos na Alemanha, tal como pela avaliação e reparação dos edifícios danificados. Na prática, a defesa das áreas, para além de Berlim, continuaram nas mãos dos Gauleiters locais, e as suas tarefas principais estavam limitadas ao fornecimento de ajuda imediata aos civis afectados e à divulgação de propaganda para melhorar o moral.
No início de 1943, a guerra produziu uma crise no trabalho para o regime. Hitler criou uma comissão de três homens com representantes do Estado, o exército e o Partido, numa tentativa de centralizar o controle da economia de guerra. Os membros da comissão eram Hans Lammers (chefe da Chancelaria do Reich), o marechal-de-campo Wilhelm Keitel, chefe do Oberkommando der Wehrmacht (Alto-Comando das Forças Armadas; OKW), e Martin Bormann, que controlava o Partido. A comissão tinha por função propor medidas, independentemente dos desejos dos vários ministérios, com Hitler a ter o poder de decisão final. Esta comissão, conhecida como Dreierausschuß (Comissão de Três), reuniu onze vezes entre janeiro e agosto de 1943. Contudo, esbarraram com a resistência dos ministros dos gabinetes de Hitler, que construíram toda uma esfera de influências e foram excluídos da comissão. Reagindo a este muro de influências, que viam como uma ameaça ao seu poder, Goebbels, Göring e Speer trabalharam juntos para o derrubar. O resultado foi o impasse e nada se alteraria e, desta forma, a Comissão de Três tornar-se-ia irrelevante em setembro de 1943.

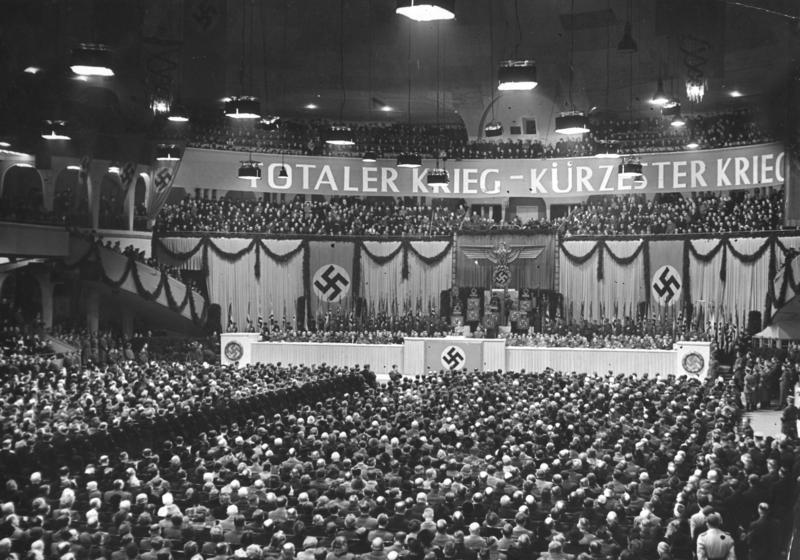
Discurso de Sportpalast, 18 de fevereiro de 1943

Parcialmente em resposta ao fato de ter sido excluído da Comissão dos Três, Goebbels pressionou Hitler a introduzir medidas que levassem a uma "guerra total", incluindo o encerramento de negócios não essenciais ao esforço de guerra, recrutamento de mulheres para a força de trabalho e o alargamento do recrutamento militar àqueles que, até ali, estavam isentos de tal serviço na Wehrmacht. Algumas destas medidas foram implementadas num édito de 13 de janeiro, mas para desalento de Goebbels, Göring exigiu que o seu restaurante preferido em Berlim se mantivesse aberto, e Lammers conseguiu junto de Hitler manter as mulheres com filhos isentas do recrutamento. Após ter tido uma resposta muito entusiasta ao seu discurso de 30 de janeiro de 1943 onde falou sobre este tópico, Goebbels acreditava que tinha o apoio do povo alemão na sua chamada para uma guerra total. O seu discurso seguinte, o discurso de Sportpalast de 18 de fevereiro de 1943, foi uma procura apaixonada para que o seu público se entregasse à guerra total, a qual ele a apresentou como o único caminho para acabar com os ataques do Bolchevismo e salvar o povo alemão da destruição. O discurso também incluiu um tom antissemita muito acentuado e sugeriu a exterminação dos judeus, que já estava em curso. O discurso foi transmitido ao vivo pela rádio e filmado. Os esforços de Goebbels pouco impacto tiveram pois, se Hitler era, em princípio, favorável à guerra total, ao mesmo tempo não estava preparado para implementar mudanças sobre as objecções dos seus ministros. A descoberta, nesta altura, de valas comuns de oficiais polacos que tinham sido assassinados pelo Exército Vermelho em 1940 - o massacre de Katyn - foi utilizada por Goebbels na sua propaganda numa tentativa fazer uma ponte entre os soviéticos e os aliados ocidentais.

## Plenipotenciário para a guerra total

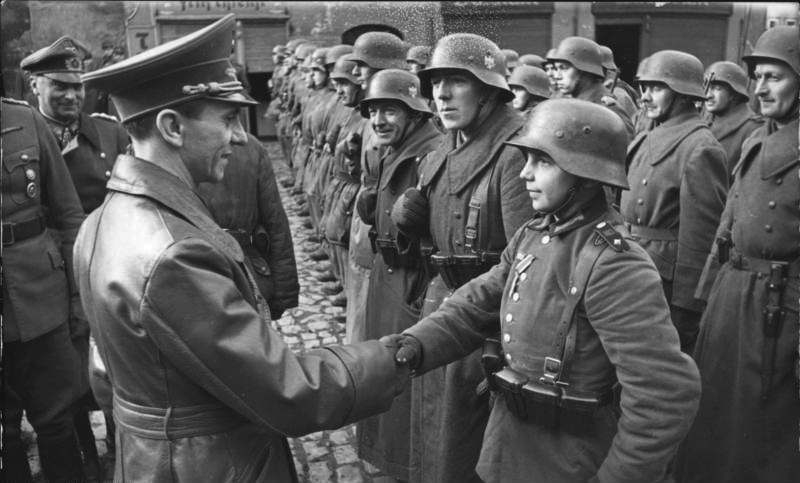
9 de março de 1945: Goebbels atribui a Cruz de Ferro a Willi Hübner, membro da Juventude Hitleriana, de 16 anos de idade, pela defesa de Lauban

Depois da invasão aliada da Sicília (julho de 1943) e da vitória estratégica soviética na Batalha de Kursk (julho–agosto de 1943), Goebbels começou a aperceber-se de a guerra estava perdida para os alemães. No seguimento da invasão aliada de Itália e do derrube de Mussolini em setembro, Goebbels levantou a possibilidade, junto de Hitler, de propor uma paz separada, fosse com os soviéticos ou com os britânicos. Hitler recusou ambas as propostas.
À medida que a situação militar e económica piorava, em 25 de agosto de 1943 o Reichsführer-SS Heinrich Himmler ficou com a pasta de ministro do Interior, substituindo Wilhelm Frick. (H. R. Knickerbocker escreveu em 1941 que Goebbels e Himmler eram "rivais na impopularidade", e que Goebbels "teria sorte se permanecesse vivo 24 horas depois da mão protetora de Hitler se ter retirado".) Uma série de raides devastadores em Berlim e outras cidade alemães tiraram a vida a milhares de pessoas. A Luftwaffe de Göring tentou retaliar com ataques aéreos a Londres no início de 1944, mas já não possuíam aviões suficientes para ter algum impacto significativo. Ao mesmo tempo que a propaganda de Goebbels neste período indicava que estava em marcha uma retaliação de grande dimensão, as bombas V-1, lançadas contra alvos britânicos em meados de junho de 1944, tiveram pouco efeito, com apenas vinte por cento delas a atingir os seus alvos previstos. Para aumentar o moral, Goebbels continuou a publicar propaganda transmitindo a ideia de que as melhorias por que estas novas bombas estavam a passar teriam um impacto determinante para o resultado da guerra. Entretanto, estava em curso os desembarques dos Aliados na Normandia (6 de junho de 1944), nos quais as forças aliadas conquistariam um avanço decisivo em França.

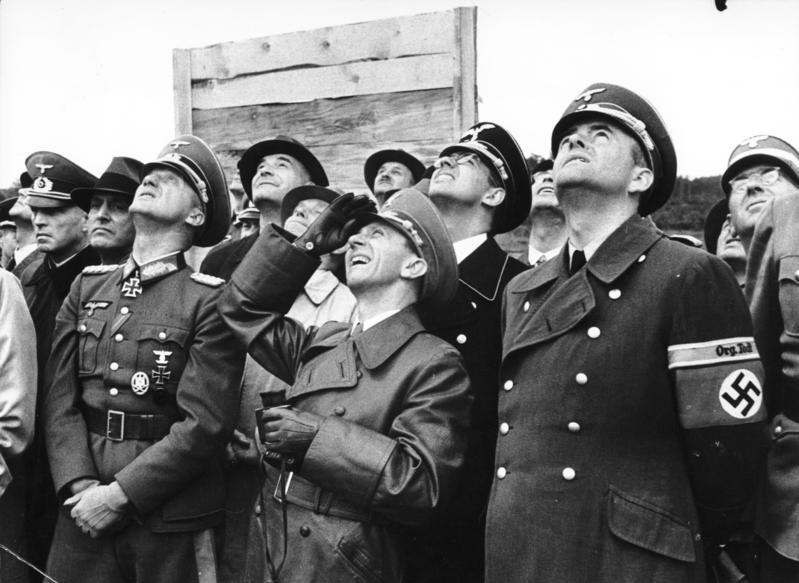
Goebbels (ao centro) e o ministro do Armamento, Albert Speer (à esquerda de Goebbels) observa os testes em Peenemünde, agosto de 1943

Ao longo do mês de julho, Goebbels e Speer continuaram a pressionar Hitler para que a economia estivesse toda concentrada nos esforço de guerra. O atentado a Hitler em 20 de julho, onde este escapou por pouco a uma bomba no seu quartel general na Prússia Oriental, teve um papel crucial naqueles que desejavam uma mudança: Bormann, Goebbels, Himmler e Speer. Contra as objecções de Göring, Goebbels foi nomeado para Plenipotenciário do Reich para a Guerra Total em 23 de julho, com a responsabilidade de maximizar a força de trabalho para a Wehrmacht e a indústria do armamento à custa de sectores da economia menos críticos para o esforço de guerra. Através destes esforços, Goebbels conseguiu libertar cerca de meio milhão de homens para o serviço militar. Contudo, como esta mão-de-obra vinha da indústria do armamento, a decisão colocou-o em conflito com o ministro do Armamento, Albert Speer. Os trabalhadores inexperientes não foram absorvidos na indústria do armamento de imediato, e, da mesma forma, os novos recrutas da Wehrmacht tiveram que aguardar nos quartéis para serem treinados.
A mando de Hitler, a Volkssturm (Tempestade do Povo) – uma milícia a nível nacional de homens anteriormente recusados para o serviço militar – foi criada em 18 de outubro de 1944. Goebbels registou no seu diário que, só no seu Gau, foram recrutados 100 000 homens. No entanto, estes homens, muitos entre os 45 e os 60 anos de idade, receberam treino muito rudimentar, e muitos não estavam devidamente armados. A ideia que Goebbels tinha de que estas forças podiam servir de forma eficaz nas linhas da frente contra os tanques e a artilharia soviética era uma ilusão. O programa de recrutamento teve um impacto muito negativo junto da população.

## Derrota e morte
Nos últimos meses da guerra, os artigos e discursos de Goebbels ganharam um tom cada vez mais apocalíptico. No início de 1945, com os soviéticos junto do rio Oder e os Aliados ocidentais a prepararem-se para atravessar o Reno, Goebbels já não podia disfarçar o fato de a derrota ser inevitável. Berlim tinha poucas defesas em termos de fortificações ou artilharia (ou mesmo de unidades Volkssturm), pois quase tudo tinha sido enviado para a frente. Goebbels escreveu no seu diário a 21 de janeiro que milhões de alemães estavam a fugir para oeste. Ele tentou discutir com Hitler, por várias vezes, a questão de propor a paz aos Aliados ocidentais, mas Hitler recusou. Em privado, Goebbels estava receoso em forçar o assunto com Hitler pois não queria perder a confiança com o seu Führer.
Quando outros líderes nazis aconselharam Hitler a deixar Berlim e a estabelecer um novo centro de resistência na Baviera, Goebbels foi contra argumentando que se deveria manter naquela cidade como um último ato heroico. A sua família, à excepção do filho de Magda, Harald, que tinha servido na Luftwaffe sendo capturado pelos Aliados, foi para a sua casa em Berlim à espera do fim. Ele e Magda poderão ter discutido o seu suicídio e o destino dos seus filhos numa longa reunião na noite de 27 de janeiro. Goebbels tinha consciência de como o mundo via os atos criminosos cometidos pelo regime nazi, e não queria passar por um julgamento num tribunal. Queimou os seus documentos particulares na noite de 18 de abril.
Goebbels sabia como manipular as fantasias de Hitler, encorajando-o a ver a mão da providência na morte do Presidente dos Estados Unidos, Franklin D. Roosevelt, em 12 de abril. Se Hitler olhou para este acontecimento como um ponto de viragem como Goebbels disse, não se sabe. Por esta altura, Goebbels tinha alcançado a posição que tanto desejava há muito tempo – ao lado de Hitler. Göring acabou desacreditado, apesar de só no dia 23 de abril terem lhe sido retirados as suas pastas. Himmler, cuja nomeação para o cargo de comandante do Grupo de Exércitos Vístula o tinha levado ao fracasso no rio Oder, também caiu em desgraça junto de Hitler. Muitos do círculo mais privado de Hitler como Göring, Himmler, Ribbentrop e Speer, prepararam-se para deixar Berlim logo a seguir às celebrações do aniversário do Führer a 20 de abril. Até Bormann "não estava ansioso" para terminar a sua vida ao lado de Hitler. Em 22 de abril, Hitler informou que ficaria em Berlim até ao fim e suicidar-se-ia de seguida. Goebbels mudou-se com a sua família para o Vorbunker, ligado ao Führerbunker, mais abaixo, sob o jardim da Chancelaria do Reich Chancellery, no centro de Berlim, no mesmo dia. Ele disse ao vice-almirante Hans-Erich Voss que não aceitava a ideia de se render ou fugir. Em 23 de abril, Goebbels fez a seguinte proclamação ao povo de Berlim:
Apelo à vossa luta pela cidade. Lutem com tudo o que tiverem, pelas vossas mulheres e pelos vossos filhos, as vossas mães e familiares. Os vossos braços estão a defender tudo aquilo que temos de mais querido, e as gerações que virão a seguir a nós. Tenham orgulho e coragem! Sejam criativos e astuciosos! O vosso Gauleiter está entre vós. Ele e os seus colegas manter-se-ão entre vós. A sua esposa e filhos também estão aqui. Ele, que outrora capturou a cidade com 200 homens, usará de todos os meios para reforçar a defesa  da capital. A batalha por Berlim deve tornar-se o sinal para que toda a nação se levante para a batalha ..." 
Depois da meia-noite do dia 29 de abril, com os soviéticos a avançar para o complexo do bunker, Hitler casou com Eva Braun numa pequena cerimónia civil no Führerbunker. Depois, Hitler serviu um modesto almoço de casamento com a sua nova esposa. A seguir, Hitler foi com a sua secretária, Traudl Junge, para outro quarto e ditou-lhe o seu testamento. Goebbels e Bormann foram duas das testemunhas.
No seu último testamento, Hitler não nomeou ninguém para o suceder como Führer ou líder do Partido Nazi. Em vez disso, designou Goebbels como Chanceler do Reich; o Grande Almirante Karl Dönitz, que se encontrava em Flensburg perto da fronteira dinamarquesa, Presidente do Reich; e Bormann como Ministro do Partido. Goebbels escreveu no final do testamento que desobedeceria às ordens de Hitler para deixar Berlim: "Por razões humanitárias e lealdade pessoal" ele tinha de ficar. Acrescentou, ainda, que a sua mulher e filhos também ficariam. Terminariam as suas vidas "lado a lado com o Führer".
Ao meio da tarde do dia 30 de abril, Hitler suicidou-se. Depois da sua morte, Goebbels ficou deprimido. Mais tarde, Voss contou o que Goebbels lhe disse: "É uma pena que um homem destes já não esteja entre nós. Mas já não há nada a fazer. Para nós, tudo está perdido, e a única saída é aquela que Hitler escolheu. Seguirei o seu exemplo".
Em 1 de maio, cumpriu o seu único ato oficial como Chanceler. Ditou uma carta ao general Vassily Chuikov e ordenou ao general Hans Krebs que a entregasse ao abrigo de uma bandeira branca. Chuikov, como comandante do 8.º Exército de Guardas, chefiava as forças soviéticas em Berlim. A carta de Goebbels informava Chuikov da morte de Hitler e solicitava um cessar-fogo. Após a proposta ter sido rejeitada, Goebbels decidiu que qualquer esforço adicional seria em vão.
Mais tarde, nesse dia, o vice-almirante Voss viu Goebbels pela última vez: "... ao despedir-me, pedi a Goebbels que se juntasse a nós. Mas ele respondeu: 'O capitão não pode abandonar o seu navio a afundar-se. Já pensei em tudo e decidi ficar aqui. Não tenho nenhum lugar para onde ir pois com crianças pequenas não consigo movimentar-me, em particular com uma perna como a minha...' "

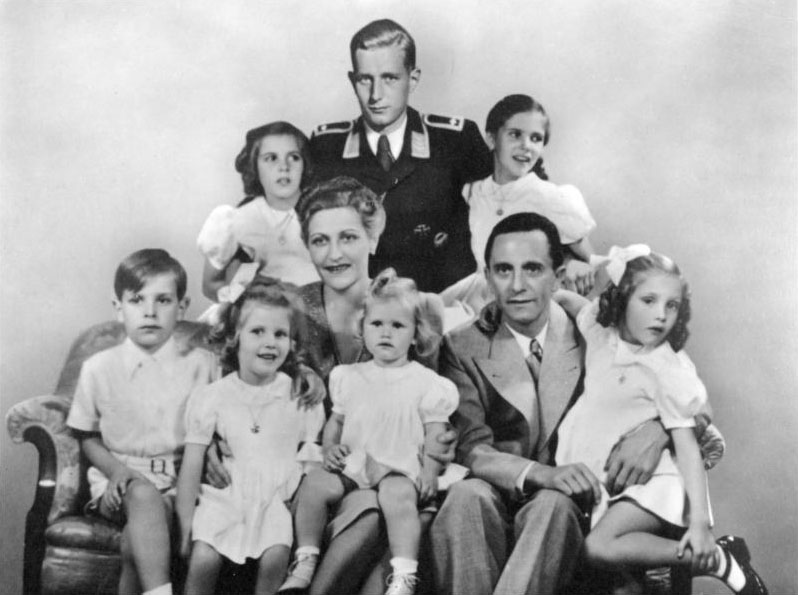
Família Goebbels. Nesta fotografia manipulada, o afilhado de Goebbels, Harald Quandt, (que se encontrava ausente devido ao serviço militar) foi acrescentado ao retrato de grupo

Na noite de 1 de maio de 1945, Goebbels mandou chamar um dentista das SS, Helmut Kunz, para injetar os seis filhos com morfina, para que ficassem inconscientes quando, em seguida, lhes fosse administrada uma ampola de cianeto em suas bocas. Segundo o testemunho de Kunz, ele administrou a morfina, mas foi Magda e o SS-Obersturmbannführer Ludwig Stumpfegger, o médico pessoal de Hitler, quem administrou o cianeto.
Por volta das 20h30, Goebbels e Magda saíram do bunker e foram para o jardim da Chancelaria, onde se suicidaram. Existem várias versões deste acontecimento. De acordo com uma, Goebbels matou Magda e depois ele próprio; noutra, terão ingerido uma ampola de cianeto e, logo de seguida, deram-lhes um tiro. O ajudante de Goebbels, Günther Schwägermann, testemunhou em 1948 que eles estavam à sua frente, a subir as escadas para fora da Chancelaria. Ele esperou e então ouviu o som de disparos. Schwägermann subiu os degraus restantes e, lá fora, viu os corpos de ambos. Seguindo as ordens de Goebbels, Schwägermann ordenou a um SS que disparasse vários tiros sobre o seu corpo.
Os corpos foram, então, regados com gasolina e ateados fogo, mas ficaram parcialmente queimados e não foram enterrados. Dias mais tarde Voss foi trazido de volta ao bunker pelos soviéticos para identificar os corpos de Joseph e Magda Goebbels, bem como de seus filhos. Os restos mortais da família Goebbels, Hitler, Braun, do general Krebs e do cão de Hitler, Blondi foram enterrados e exumados por diversas vezes. O último enterro foi nas instalações do SMERSH, em Magdeburgo, em 21 de fevereiro de 1946. Em 1970, o diretor do KGB Iúri Andropov autorizou uma operação para destruir os restos mortais. No dia 4 de abril de 1970, uma equipe do KGB utilizou mapas da localização exata dos enterros para exumar os caixões. Foram, então, queimados, esmagados e espalhados no rio Biederitz, um afluente do rio Elba.

## Antissemitismo e Holocausto

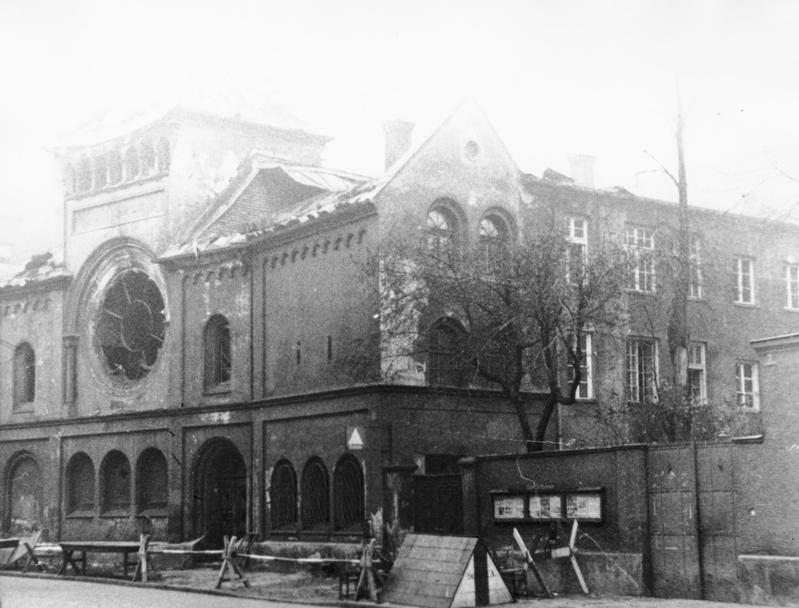
Sinagoga em ruínas em Munique após a Noite de Cristal.

Goebbels era antissemita desde tenra idade. Depois de se juntar ao NSDAP e conhecer Hitler, o seu antissemitismo aumentou e tornou-se mais radical do que já era. Começou a olhar para os judeus como uma força destrutiva com impacto negativo na sociedade alemã. Depois da tomada do poder pelos nazistas, insistiu por diversas vezes junto de Hitler para que este tomasse ações contra os judeus. O objetivo do partido era expulsá-los da vida cultural e econômica. Para além dos seus esforços de propaganda, Goebbels promovia ativamente a perseguição dos judeus através de legislação e outras iniciativas. As medidas discriminatórias que ele instituiu em Berlim nos primeiros anos do regime incluíam a proibição de utilizarem os transportes públicos, e as lojas pertencentes a judeus tinham que estar sinalizadas como tal.
Em novembro de 1938, o diplomata alemão Ernst vom Rath foi assassinado em Paris por um jovem judeu. Em resposta, Goebbels reuniu material antissemita para ser lançado pela imprensa, e o resultado foi o início dos pogrom. Os judeus foram atacados e as sinagogas destruídas por toda a Alemanha. A situação foi ainda mais exacerbada por um discurso de Goebbels proferido numa reunião do partido na noite de 8 de novembro, onde ele pediu aos membros do partido para aumentar mais a violência contra os judeus, por forma a parecerem atos espontâneos do povo alemão. Algumas centenas de judeus foram mortos, juntamente com centenas de sinagogas danificadas ou destruídas, e milhares de lojas vandalizadas no acontecimento que se passou a designar por Kristallnacht (Noite dos Cristais). Cerca de trinta mil judeus foram enviados para campos de concentração. A violência terminou depois de uma conferência ocorrida em 12 de novembro, onde Göring afirmou que a destruição da propriedade judaica era, na realidade, a destruição dos bens alemães, pois a intenção era a de, no final, todos eles serem confiscados. Goebbels continuou a sua campanha de propaganda intensiva de antissemitismo que culminou com o discurso de Hitler em 30 de janeiro de 1939 no Reichstag, o qual Goebbels ajudou a redigir:
Se a finança internacional judaica, dentro e fora da Europa, conseguir mergulhar as nações mais uma vez numa guerra mundial, então o resultado não será a bolchevização da Terra e, consequentemente, a vitória dos judeus, mas a aniquilação da raça judaica na Europa! 
Apesar de Goebbels ter vindo a pressionar a expulsão dos judeus de Berlim desde 1935, ainda ali viviam cerca de 62 000. Parte do atraso na sua deportação era o fato de eles serem necessários para trabalhar na indústria do armamento. As deportações dos judeus alemães começaram em outubro de 1941, com o primeiro transporte a deixar Berlim em 18 de outubro. Alguns judeus foram mortos assim que chegaram aos destinos como Riga e Kaunas. Na preparação para as deportações, Goebbels deu ordem para que todos os judeus alemães usassem uma estrela amarela a partir de 5 de setembro de 1941. Em 6 de março de 1942, Goebbels recebeu uma cópia das minutas da Conferência de Wannsee. O documento tornava claras as políticas nazis: a população judaica da Europa deveria ser enviada para campos de extermínio em zonas ocupadas da Polônia e eliminada. As entradas do seu diário mostram que ele sabia claramente o destino dos judeus. "De maneira geral, pode-se estimar que cerca de 60 por cento deles terão de ser liquidados, e apenas 40 por cento poderão servir para trabalhar... está sendo realizado um julgamento dos judeus que é bárbaro, mas bem merecido," escreveu Goebbels em 27 de março de 1942.
Goebbels tinha discussões frequentes com Hitler sobre o destino dos judeus, um assunto que era abordado sempre que se reuniam. Ele estava consciente de que os judeus estavam a ser exterminados, e apoiava esta decisão. Goebbels era um dos poucos oficiais de topo do NSDAP que mostrava publicamente a sua posição.

## Vida familiar

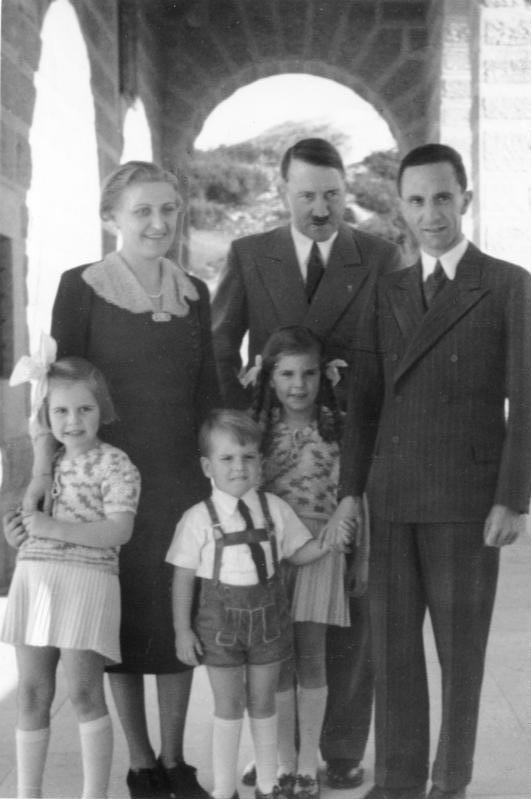
Fotografia de reconciliação contratada por Hitler, 1938

Hitler gostava muito de Magda Goebbels e das crianças. Ele gostava de estar no apartamento de Goebbels em Berlim, onde podia relaxar. Magda tinha uma relação próxima com Hitler, e tornou-se membro do seu pequeno círculo de amigas. Magda também passou a ser uma representante não oficial do regime, recebendo cartas de mulheres de toda a Alemanha com dúvidas acerca de problemas domésticos e questões sobre custódia de crianças.
Em 1936, Goebbels conheceu a atriz checa Lída Baarová e, no inverno de 1937, deu início a uma relação intensa com ela. Magda teve uma longa conversa com Hitler sobre ela em 15 de agosto de 1938. Querendo evitar um escândalo envolvendo um dos seus ministros mais importantes, Hitler exigiu que Goebbels acabasse a relação. A partir dai, Joseph e Magda tinham chegado a uma trégua. O casal teve outra crise na relação e, de novo, Hitler envolveu-se insistindo para que eles continuassem juntos. Hitler tratou de arranjar fotografias publicitárias que o incluíssem e ao casal reconciliado em outubro. Magda também teve as suas relações extraconjugais, incluindo as com Kurt Ludecke em 1933 e Karl Hanke em 1938.
A família Goebbels incluía Harald Quandt (filho de Magda do seu primeiro casamento, nascido em 1921), Helga (1932), Hilde (1934), Helmuth (1935), Holde (1937), Hedda (1938) e Heide (1940). Harald foi o único membro da família a sobreviver à guerra.

### Principal
- Beevor, Antony (2002). Berlin: The Downfall 1945. London: Viking-Penguin Books. ISBN 978-0-670-03041-5
- Dollinger, Hans (1967) [1965]. The Decline and Fall of Nazi Germany and Imperial Japan. New York: Bonanza. ISBN 978-0-517-01313-7
- Evans, Richard J. (2003). The Coming of the Third Reich. [S.l.]: Penguin Group. ISBN 978-0-14-303469-8
- Evans, Richard J. (2005). The Third Reich in Power. New York: Penguin. ISBN 978-0-14-303790-3
- Evans, Richard J. (2008). The Third Reich At War. New York: Penguin Group. ISBN 978-0-14-311671-4
- Goebbels, Joseph (setembro de 1935). «Jews will destroy culture». Nazi Party Congress at Nuremberg
- Hale, Oron J. (1973). The Captive Press in the Third Reich. Princeton, NJ: Princeton University Press. ASIN B0011UXVDG. ISBN 0-691-00770-5
- «Hitler's Last Days». mi5.gov.uk. MI5 Security Service. Consultado em 6 de junho de 2015
- Hull, David Stewart (1969). Film in the Third Reich: A Study of the German Cinema, 1933–1945. Berkeley: University of California Press
- Joachimsthaler, Anton (1999) [1995]. The Last Days of Hitler: The Legends, the Evidence, the Truth. Trans. Helmut Bögler. London: Brockhampton Press. ISBN 978-1-86019-902-8
- Kershaw, Ian (2008). Hitler: A Biography. New York: W. W. Norton & Company. ISBN 978-0-393-06757-6
- Longerich, Peter (2010). Holocaust: The Nazi Persecution and Murder of the Jews. Oxford; New York: Oxford University Press. ISBN 978-0-19-280436-5
- Longerich, Peter (2015). Goebbels: A Biography. New York: Random House. ISBN 978-1400067510
- Longerich, Peter (2012) - Heinrich Himmler - Oxford University Press
- Manvell, Roger; Fraenkel, Heinrich (2010) [1960]. Doctor Goebbels: His Life and Death. New York: Skyhorse. ISBN 978-1-61608-029-7
- Rees, Laurence (writer, director) Kershaw, Ian (writer, consultant) (2012). The Dark Charisma of Adolf Hitler (television documentary). UK: BBC. Consultado em 6 de setembro de 2014
- Reuth, Ralf Georg (1994). Goebbels. [S.l.]: Harvest. ISBN 978-0-15-600139-7
- Shirer, William L. (1960). The Rise and Fall of the Third Reich. New York: Simon & Schuster. ISBN 978-0-671-62420-0
- Siemens, Daniel (2013). The Making of a Nazi Hero: The Murder and Myth of Horst Wessel. [S.l.]: I.B.Tauris. ISBN 978-0-85773-313-9
- Snell, John L. (1959). The Nazi Revolution: Germany's Guilt Or Germany's Fate?. Boston: Heath & Co. OCLC 504833477
- Staff (28 de março de 1938). «Hitler Takes Austria: Goebbels and Reichsautobahn». LIFE Magazine. 4 (3): 20. Consultado em 28 de fevereiro de 2016
- Staff (25 de setembro de 2012). «Joseph Goebbels love letters up for auction». The Telegraph. Associated Press
- Thacker, Toby (2010) [2009]. Joseph Goebbels: Life and Death. New York: Palgrave Macmillan. ISBN 978-0-230-27866-0
- Vinogradov, V. K. (2005). Hitler's Death: Russia's Last Great Secret from the Files of the KGB. [S.l.]: Chaucer Press. ISBN 978-1-904449-13-3

### Complementar
- Bramsted, Ernest (1965). Goebbels and National Socialist Propaganda, 1925–1945. [S.l.]: Michigan State University Press
- Gilbert, Martin (2006). Kristallnacht: Prelude to Destruction. New York: HarperCollins. ISBN 978-0-06-057083-5
- Heiber, Helmut (1972). Goebbels. New York: Hawthorn Books. OCLC 383933
- Herf, Jeffrey (2005). «The 'Jewish War': Goebbels and the Antisemitic Campaigns of the Nazi Propaganda Ministry». Holocaust and Genocide Studies. 19 (1): 51–80
- Miller, Michael D.; Schulz, Andreas (2012).  Albrecht, Herbert; Hüttmann, H. Wilhelm, eds. Gauleiter. 1. The Regional Leaders of the Nazi Party and their Deputies, 1925 – 1945. [S.l.]: Bender. ISBN 978-1-932970-21-0
- Moeller, Felix (2000). The Film Minister: Goebbels and the Cinema in the Third Reich. [S.l.]: Axel Menges. ISBN 978-3-932565-10-6
- Mollo, Andrew (1988).  Ramsey, Winston, ed. «The Berlin Führerbunker: The Thirteenth Hole». London: Battle of Britain International. After the Battle (61)
- Rentschler, Eric (1996). The Ministry of Illusion: Nazi Cinema and Its Afterlife. Cambridge: Harvard University Press. ISBN 978-0-674-57640-7